# Geschichte der Börse von Toronto

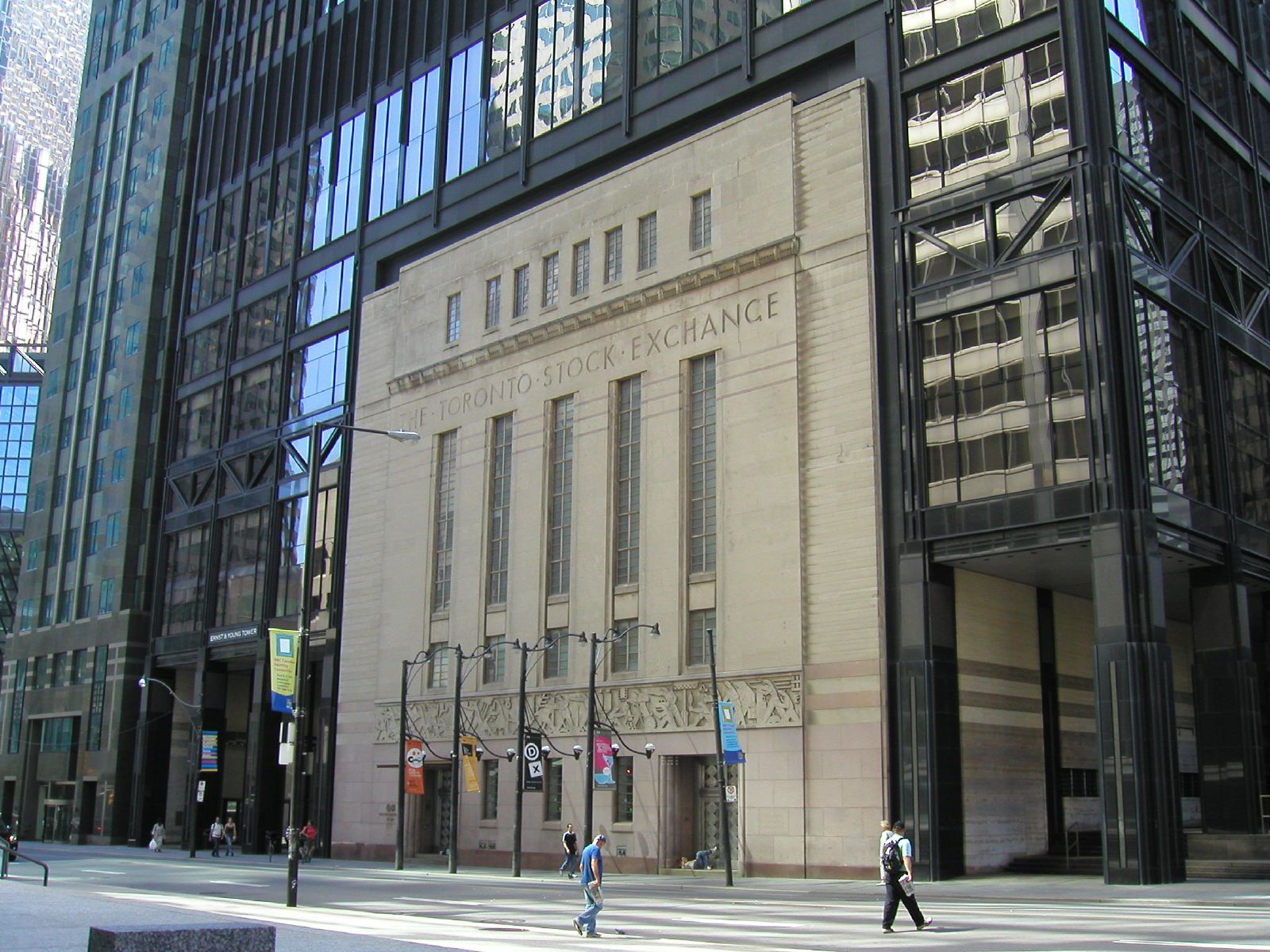
Das in ein Hochhaus integrierte ehemalige Gebäude der Börse Toronto

Die Geschichte der Börse von Toronto, der größten Börse Kanadas und der drittgrößten Amerikas, reicht bis in die britische Kolonialzeit zurück. Der Entstehungszeitpunkt lässt sich allerdings nicht genau festlegen. Sicher ist nur, dass sich am 26. Juli 1852 eine Gruppe von Unternehmern aus Toronto versammelte, um eine „Association of Brokers“ zu gründen. Dieses Datum fasst die heutige Börse als Gründungsdatum auf, und zelebrierte 2002 dementsprechend ihren 150. Jahrestag der Gründung. Da die „Gründer“ jedoch keine Aufzeichnungen führten, ist unklar, ob sie tatsächlich mit Unternehmensanteilen handelten.
Durch die Fusion mit der Rohstoffbörse wurde die TSX zur drittgrößten Börse in Nordamerika, das Handelsvolumen und die Zahl der Beschäftigten stiegen so stark, dass sie insgesamt fünfmal in größere Gebäude umziehen musste. Die TSX war die erste Börse Amerikas, die 1977 den Computerhandel einführte. Seit 2000 ist sie ein gewinnorientiertes Unternehmen und acquiriert im Bereich des Wertpapierhandels, aber auch der Nachrichtenunternehmen und des Rohstoffhandels.

## Formale Gründung

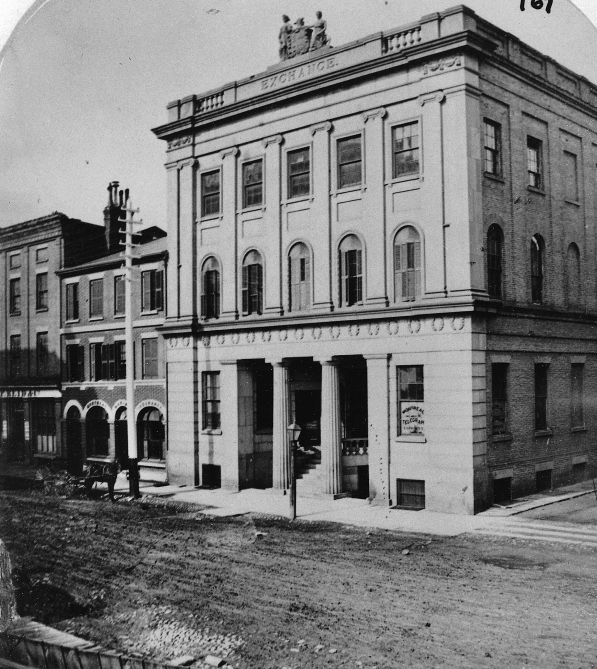
Börse von Toronto, King Street East, 1878

Formal gegründet wurde die als Toronto Stock Exchange bezeichnete Börse am 25. Oktober 1861, sechs Jahre vor der Gründung der Kanadischen Konföderation. An diesem Tag versammelten sich in der Freimaurerloge 24 Männer. Gegen einen Mitgliedsbeitrag konnten sie am Handel teilnehmen, der sich allerdings im Normalfall auf zwei bis drei Transaktionen pro Tag beschränkte. Täglich wurden nur 18 Werte eine halbe Stunde lang gehandelt. Zehn Jahre später hatte die Börse immerhin 14 Mitgliedsunternehmen, die gegen eine Gebühr von 250 Dollar einen Sitz erhielten. Diese Gebühr stieg bis 1901 auf 12.000 Dollar.
Ihren ersten dauerhaften Sitz bezog die Börse nach ihrer Inkorporation durch die Gesetzgebende Versammlung 1878 in der King Street East 24, doch zog sie 1901 in das Haus mit der Nummer 20 um. Dort wurde nun in Form einer permanenten Auktion gehandelt.
1901 umfasste der Handel rund eine Million Aktien pro Jahr und 100 Unternehmen waren gelistet.

## Vom Umzug in die Bay Street bis zur Weltwirtschaftskrise

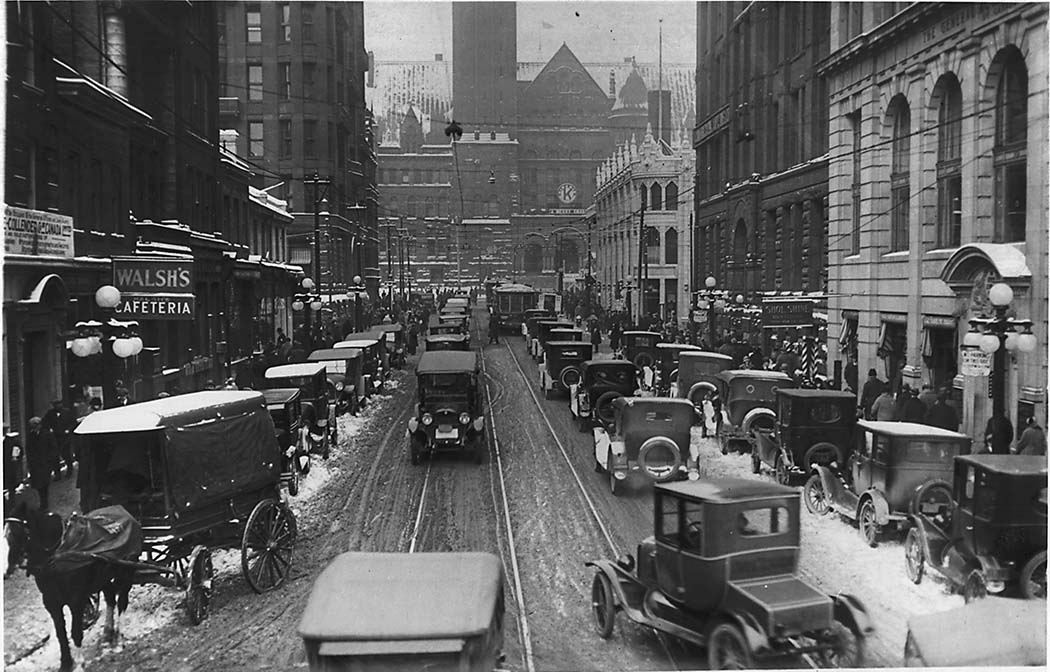
Mittagsverkehr in der Bay Street, 1924

1913 bezog die Börse ein eigenes Gebäude in der Bay Street. Technische Neuheiten, wie der erste Nachrichtenticker, dazu einsehbare Brief- und Geldkurse wurden gestellt. Doch bei Beginn des Ersten Weltkriegs wurde vom 28. Juli 1914 an die Börse geschlossen, da es zu Panikverkäufen gekommen war, ähnlich wie in New York. Erst Ende Oktober öffnete die Börse wieder ihre Pforten.
Während des Krieges stiegen die Umsätze und Kurse stark an, doch setzte mit Kriegsende eine deutliche Inflation ein, der eine Rezessionsphase folgte. Die Rohstoffpreise brachen ein. In der Erholungsphase von 1922 bis 1926 stieg der Wert der begebenen Papiere auf über 700 Millionen Dollar, 1924 wurden erst 908.000 Wertpapiere, 1929 mehr als 10 Millionen pro Jahr gehandelt.
Mit der Weltwirtschaftskrise schoss das Handelsvolumen zunächst in die Höhe, doch während in New York mehr als 2000 Investment- und Brokerhäuser geschlossen werden mussten, kam es in Toronto zu keiner Pleite im Kreis der beteiligten Unternehmen.

## Fusion zurToronto Stock Exchange, Umzug in die Bay Street

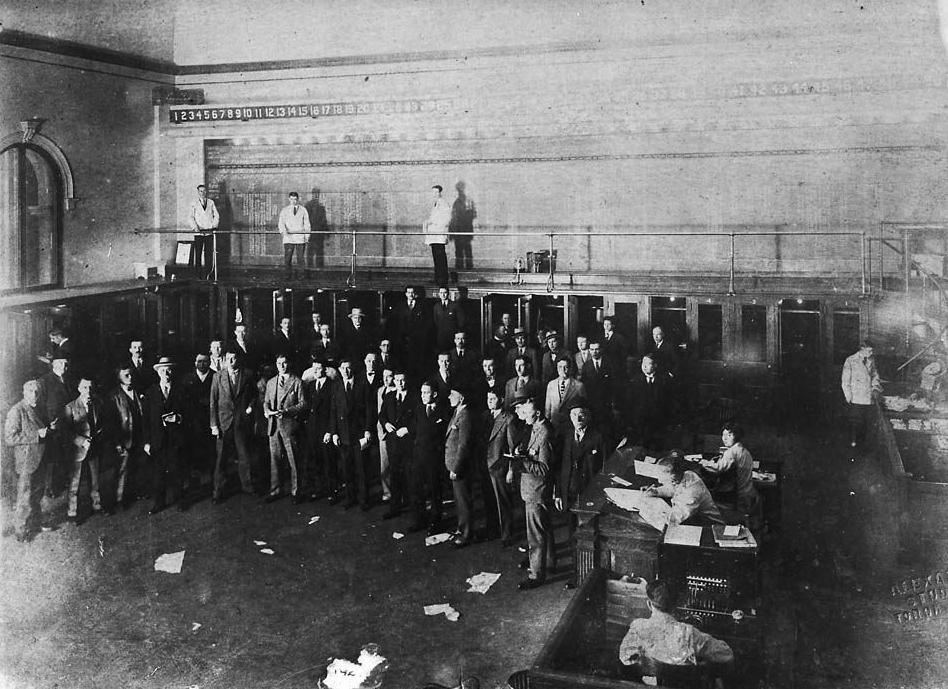
Parkett der Börse, vor dem Umzug von 1937

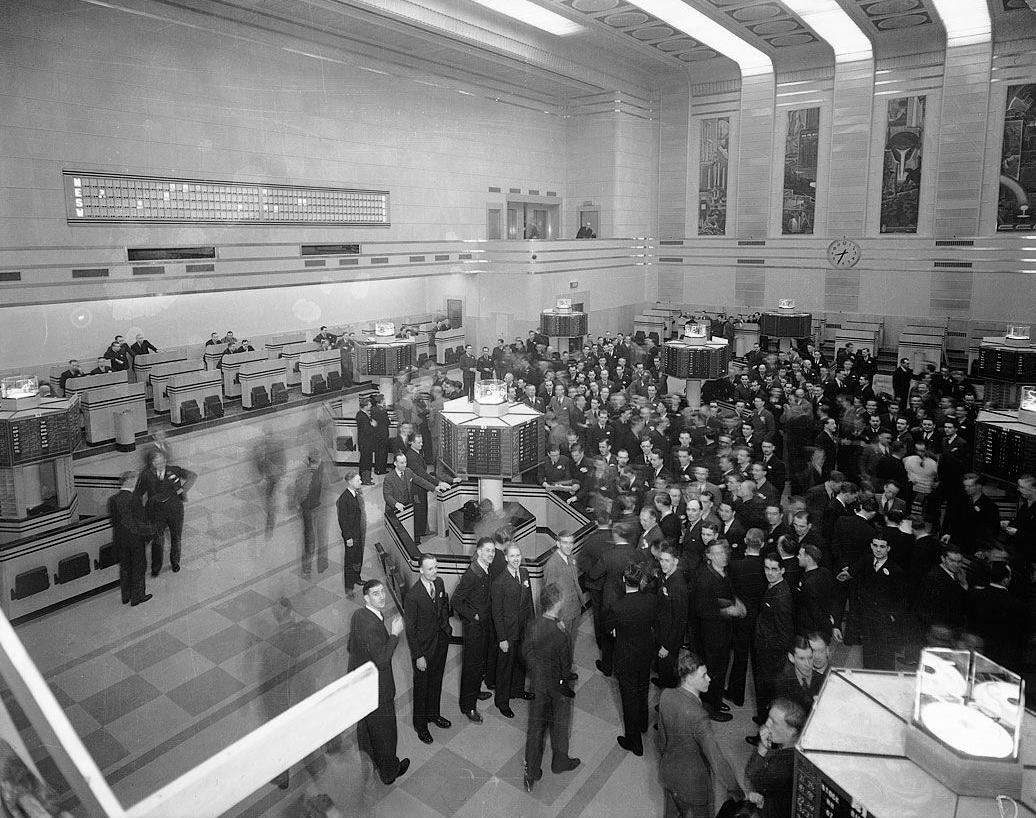
Parkett der neuen Börse, 1937

1934 verschmolz man die Torontoer Börse mit der Standard Stock and Mining Exchange, die seit 1868 bestand und bis dahin der Hauptkonkurrent der TSE war. Sie war vor allem eine Rohstoffbörse. Erst diese vereinigte Börse nannte sich Toronto Stock Exchange. Das gemeinsame Handelsvolumen lag bei über 534 Millionen Dollar, und zwei Jahre später war die Börse bereits das drittgrößte Unternehmen dieser Art in Nordamerika.
1937 zog die Börse abermals um, diesmal in die Bay Street 234, das erste Gebäude in Toronto mit Klimaanlage.

## Nachkriegsboom, Präsident Howard Graham
In der Boomphase nach dem Zweiten Weltkrieg zog das Handelsvolumen stark an und umfasste 1966 eine Milliarde Anteilsscheine mit einem Gesamtwert von 2,6 Milliarden Dollar. Der Sitz in der Börse kostete 1955 bereits 100.000 Dollar. Um Manipulationsmöglichkeiten zu begrenzen, mussten die Unternehmen ab 1958 jeden Vorgang mitteilen, der Einfluss auf die Aktienkurse haben könnte (Ad-hoc-Mitteilungspflicht). Außerdem brach man 1960 mit der Tradition, den Präsidenten aus den Reihen der Mitgliedsfirmen zu wählen. Der Lieutenant General von Ontario, Howard Douglas Graham, wurde als erstes Nichtmitglied in diese Position gewählt (1961 bis 1966).

## Computerhandel, King Street West, J. Pearce Bunting (1977 bis 1995)
Von 1977 bis 1995 war J. Pearce Bunting Präsident der Börse. In seinem ersten Amtsjahr Jahr begann der Handel mit Hilfe von Computern, denn das Computer Assisted Trading System (CATS) wurde installiert. Zudem wurde als Index der TSE 300 Composite Index® eingeführt. Er bildete bis 2002 den Kursverlauf der 300 größten kanadischen Aktiengesellschaften ab, um dann durch den S&P/TSX Composite Index ersetzt zu werden. 1987 folgte der Toronto 35 Index®.
Bis 1980 stieg das Handelsvolumen auf 3,3 Milliarden Stück mit einem Wert von 29,5 Milliarden Dollar. Damit wurden rund 80 % des kanadischen Handels in Toronto abgewickelt.
1983 zog die Börse in ihr heutiges Domizil in der King Street West 130 um. Vier Jahre später überstieg das Handelsvolumen erstmals 100 Milliarden Dollar, doch brach am 19. Oktober 1987 weltweit die Börse ein, und auch die Börse in Toronto verlor 400 Punkte, was mehr als 11 % entsprach.

## Ende des Parketthandels, Rowland Fleming (1995–1999)
1995 bis 1999 folgte Rowland W. Fleming seinem Vorgänger Bunting im Amt. Unter seiner Ägide wurde 1996 das herkömmliche Rechensystem zugunsten des Dezimalsystems aufgegeben. Dies hing damit zusammen, dass Kanada, im Gegensatz zu den USA, insgesamt von den alten Maßen, wie Meile, Barrel oder Acre abging.
1997 stieg Toronto zur größten Börse Amerikas auf, die auf elektronischem Handel basierte. Der Parketthandel wurde am 23. April 1997 geschlossen.

## Gewinnorientiertes Unternehmen, Arbeitsteilung,TSX, Barbara Stymiest und Linda Hohol (1999 bis 2004)
Fleming wurde 1999 durch die erste Frau auf dem Posten eines President and Chief Executive Officer abgelöst. Unter von Barbara G. Stymiest entwickelte man eine Arbeitsteilung zwischen den drei Börsenstandorten Toronto, Montreal und Vancouver. Die so genannten senior equities wurden nun ausschließlich in Toronto gehandelt, die Montreal Exchange spezialisierte sich auf Derivate und die Vancouver and Alberta Stock Exchanges waren für junior equities zuständig. Wenig später verschmolzen das Canadian Dealing Network (CDNX), Winnipeg Stock Exchange und der Anteilshandel der Montreal Exchange in der CDNX.
Nun erhielt die Börse Toronto die königliche Erlaubnis (Royal Assent) vom Vizegouverneur von Ontario die Börse in ein gewinnorientiertes Unternehmen umzuwandeln. Dies geschah am 3. April 2000. 1999 wurden hier 29,3 Milliarden Aktien zu einem Gesamtwert von 529 Milliarden Dollar umgesetzt. Zum Höhepunkt des Booms, im März 2000, wurden mehr als 100 Milliarden Aktien gehandelt. Im Mai erreichte das Gesamtvolumen einen Wert von 15 Milliarden Dollar, und die Torontoer Börse eröffnete ein Büro in Montreal (ihm folgte 2002 ein weiteres, das auch junior und senior issuers in Quebec betreute).
Bereits im folgenden Jahr erwarb sie zudem die Canadian Venture Exchange – sie war wiederum aus der Vancouver Stock Exchange (VSE) und der Alberta Stock Exchange (ASE) hervorgegangen –, die seit 2002 TSX Venture Exchange heißt. Bereits im Dezember 2001 begann der Handel mit den bei ihr gelisteten Unternehmen an der Börse Toronto.
Neue Indizes erschienen notwendig, um die Handelsverläufe detaillierter abzubilden und für Derivatehändler leichter nachvollziehbar zu machen. So entstand am 10. Dezember 2001 der S&P/CDNX Index, der seit Mai 2002 unter dem Namen S&P/TSX Venture Composite Index firmiert. 2002 erklärten sich Standard and Poor’s bereit, den Toronto Stock Exchange 300 Composite Index zu managen, der inzwischen S&P/TSX Composite Index heißt.
TSX Markets, ein Zweig der TSX Group, begann 2002 mit der Einrichtung neuer Handelssysteme wie POSIT, ein Kürzel, das für Process Optimization, Standardization and Innovation Technique, ein Standard zur Messung globaler Geschäftsabläufe steht, und Iceberg Orders, bei denen im Orderbuch nur ein Teil der eingegangenen Orders dargestellt werden muss, die namengebende „Spitze des Eisbergs“.
Am 8. April 2002 legte sich die Toronto Stock Exchange Inc. das Akronym TSX zu, die Canadian Venture Exchange hieß dementsprechend TSX Venture Exchange, die TSE/CDNX Markets hieß nun TSX Markets.
Stymiest wurde 2002 von Linda Hohol abgelöst. Eine der dringlichsten Aufgaben war die Bewältigung des stark angestiegenen Handelsvolumens und seiner zunehmenden Geschwindigkeit. So startete die Börse TSX Datalinx, und TSX Markets erwarb einen 40-%-Anteil an CanDeal für den professionellen Markt.

## Börsengang, neue Umsatzrekorde
Die Börse selbst ging ebenfalls 2002 an die Börse und feierte ihren 150. Geburtstag. In diesem Jahr wurden 46,3 Milliarden Anteilsscheine gehandelt. Schon im Januar 2003 konnte die erste Quartalsdividende in Höhe von 15 Cent ausgezahlt werden. Am 29. April stieg diese auf 18 Cent, und am 8. Mai fand die erste Hauptversammlung statt. Die Geschäfte liefen so gut – 55,5 Milliarden Aktien wurden im Jahr 2003 gehandelt –, dass zum Jahresende eine Sonderdividende von 5 Dollar ausgezahlt werden konnte. 2004 stieg die Quartalsdividende von 18 auf 25 Cent, zugleich erwarb die Börse für 38 Millionen Dollar NGX Canada Inc. eine elektronische Clearingstelle für Erdgas- und Stromkontrakte. Im Januar 2004 stieg der Handelsumsatz abermals auf ein Rekordvolumen von 7,2 Milliarden Wertpapieren, die Julidividende stieg von 25 auf 33 Cent pro Anteil. Im Oktober 2006 kletterte das Handelsvolumen auf 64,17 Milliarden Anteilsscheine.
Der immer komplexer werdende Handel bedurfte dabei aufwändiger Organisationsstrukturen. Allein um für stabile Order- und Preisstellung am Ende eines Handelstages zu sorgen, startete im März 2004 Market on Close.

## Richard Nesbitt (2004 bis 2008)
Am 2. Dezember 2004 wurde Richard Nesbitt Chief Executive Officer der TSX Group Inc. Schon seit Jahren versuchte man durch Werbetage in London, Frankfurt und New York Investoren zu gewinnen, und im Januar 2005 reiste dazu eine Delegation nach China. Im Herbst 2006 folgte eine nach Australien, China, Südamerika und Israel.
Im April 2005 fand die Hauptversammlung erstmals in Calgary statt, wobei die Aktien im Verhältnis 2:1 gesplittet wurden. Die Dividende stieg auf 40 bzw. 20 Cent. Entsprechend der neuen Aktienzahl, die sich verdoppelt hatte, stieg die Dividende pro Aktie auf 25 Cent (50 Cent vor dem Split).
Im November stieg das Handelsvolumen abermals auf einen neuen Rekordwert von 944 Milliarden Dollar, überstieg im Dezember erstmals die Billionengrenze. Insgesamt stieg der Wert um 29 % auf 1,1 Billionen Dollar. Mit dem neuen Index TSX Venture 50TM rückten die 50 bedeutendsten Unternehmen stärker in den Blickpunkt.
Am 1. Februar 2006 stieg die Dividende erneut an, von 25 auf 33 Cent. Zwei Tage später gründeten TSX Group und die DeGroote School of Business an der McMaster-Universität ein Forschungszentrum für Kapitalmarktstudien. Im August folgte die TSX Capital Markets Initiative an der University of British Columbia, bzw. an der juristischen Fakultät.
Richard Nadeau leitete nun TSX listings in Montreal.
Weitere technische Innovationen wurden unumgänglich, zugleich wurde die Website (tsx.com) modernisiert. Weniger für den allgemeinen Markt als für den professionellen war die im Juni entstehende Allianz mit Thomson Financial bestimmt, die TSX Connect zur Unterstützung von Analysen einrichtete. Thomson Financial übernahm im April 2008 Reuters.
Doch nicht nur die Spezialmärkte dehnte man aus, sondern das Unternehmen wuchs auch durch Beteiligungen, wie die im August von der TSX-Tochter Natural Gas Exchange (NGX) erworbenen Oxen Inc. und Alberta Watt Exchange (Watt-Ex). Damit agierte die Börse als Anteilseigner im Rohstoffbereich. Im Oktober folgten Shorcan Brokers Ltd.
Schließlich kam es im Oktober 2006 zu einer Absichtserklärung mit der brasilianischen Börse (BOVESPA), um gemeinsame Listings, aber auch den Informationsaustausch zu fördern.

## Wirtschaftskrise
Kurz vor der Zweiten Weltwirtschaftskrise erhöhte die Börse Toronto ihre Quartalsdividende im Januar 2007 auf 38 Cent. Noch im August kündigte sie an, 6.841.051 eigene Aktien zurückkaufen zu wollen, was am 24. Juli 2007 zehn Prozent des Gesamtvolumens entsprach. Am 11. Mai 2007 lag der S&P/TSX Composite, der Hauptindex der Toronto Stock Exchange, erstmals über 14.000 Punkten – am 20. November 2008 notierte er bei rund 7.700.
Am 6. Juni gab die Börse bekannt, den Informationsdienstleister für Investoren, Equicom Group Inc. übernommen zu haben.
Am 16. August 2007, als man in die damals noch Immobilienkrise genannte Wirtschaftskrise eintrat, wurden 708 Millionen Anteile gehandelt, bei insgesamt 996.311 Transaktionen. Bereits am 10. August war mit 707.853 Transaktionen ein neuer Rekord aufgestellt worden.
Am 10. Dezember einigte man sich mit der Börse Montreal auf die Vereinigung von Organisationsteilen, um die TMX Group Inc. zu gründen. Zwei Tage später wurde TSX Quantum, eine noch effizientere Handelsplattform eröffnet.

## Interimsmanagement
Chief Executive Officer Richard Nesbitt trat am 7. Januar 2008 zurück. Als Übergangsleiter wurden Rik Parkhill und Michael Ptasznik eingesetzt.
Im Februar 2008 kündigte die Börse an, ein zweites Orderbuch zu führen, neben dem TSX QuantumTM central limit order book. Dieses, als TSX InfinityTM bezeichnete Orderbuch richtet sich vor allem an schnelle Händler.
Zurzeit beschäftigt die TSX Group nach eigenen Angaben rund 500 Angestellte.